# Emmanuel Agassi
Emmanuel „Mike“ Agassi (* 25. Dezember 1930 als Emanoul B. Aghasi  (ایمانوئل آغاسی) in Salamas; † 24. September 2021 in Las Vegas) war ein iranischer Boxer. Er nahm 1948 und 1952 an den Olympischen Spielen teil. Sein Sohn ist der ehemalige Tennisspieler Andre Agassi.

## Werdegang
Agassi wurde 1930 als Kind armenisch-assyrischer Eltern im Iran geboren. Im Sommer 1948 gehörte er der 35 Athleten umfassenden iranischen Olympiamannschaft bei den Olympischen Sommerspielen in London an und war mit 17 Jahren deren jüngstes Mitglied. Er ging im Bantamgewicht (Klasse bis 54 kg) an den Start, unterlag aber bereits in der ersten Runde dem Spanier Álvaro Vicente Doménech nach Punkten.
Vier Jahre später nahm Agassi in Helsinki ein weiteres Mal an Olympischen Sommerspielen teil. Im Federgewicht (Klasse bis 57 kg) unterlag er erneut in der ersten Runde dem späteren Bronzemedaillengewinner Leonard Leisching aus Südafrika.
Nach seiner Auswanderung in die USA änderte er seinen Namen in Mike Agassi. In Chicago traf er seine künftige Frau Elizabeth Dudley. Sie zogen zusammen nach Las Vegas, wo Agassi zunächst als Tennislehrer arbeitete. Das Ehepaar hat vier Kinder. Am bekanntesten ist sein Sohn Andre Agassi, ein erfolgreicher Tennisspieler und Olympiasieger. Sein Enkel ist der Baseball-Spieler Jaden Agassi.

## Werke
- 2004: The Agassi Story (mit Dominic Cobello und Kate Shoup Welsh)